# Feleki Zsolt
Feleki Zsolt (Kolozsvár, 1977. augusztus 10. –) erdélyi származású magyar matematikus.

## Életpályája
A kolozsvári Brassai Sámuel Elméleti Líceumban érettségizett, majd a Babeș–Bolyai Tudományegyetemen végzett matematika szakot. 2007-ben doktorált a zürichi ETHZ műszaki főiskolán Moisture adsorption in 3D self-similar structures című dolgozatával. Ezután a svájci SBB CFF FFS vasúttársaságnál matematikus (2007–2016), ugyanott üzleti elemző (2016–2018), a Rhätische Bahn AG vasúttársaságnál adatkezelő-elemző (2018–2021).
2023-tól a Pécsi Tudományegyetem adjunktusa.